# Victor Wegria
Victor Wegria (Villers-le-Bouillet, 4 november 1936 - Luik, 6 juni 2008) was een Belgisch voetballer bij de vroegere eersteklasser RFC Luik. Op het einde van jaren vijftig en het begin van de jaren zestig werd hij vier keer topschutter in de Belgische voetbalcompetitie: in 1959, 1960, 1961 en 1963. Enkel Erwin Vandenbergh deed met zes keer beter dan Wegria.

## Carrière
Wegria bleef bijna zijn hele carrière trouw aan zijn club en speelde in totaal 245 wedstrijden voor Club Luik. Hij maakte 145 keer doelpunten. Het leverde hem vijf selecties voor de nationale ploeg op, waarin hij twee keer scoorde.
In het seizoen 1963-1964 haalde Club Luik, dat in die tijd ook op Europees niveau een te duchten tegenstander was, de halve finale van de Jaarbeursstedenbeker, de voorloper van de Uefa Cup. Op weg naar die halve finales werd onder andere Arsenal FC opzij gezet, onder meer dankzij een doelpunt van Wegria. In zijn laatste seizoen bij FC Luik speelde hij nog maar 7 wedstrijden en scoorde drie keer.
Een seizoen later, op 28-jarige leeftijd, een transfer naar Standard maar ook daar speelde hij niet veel mee: 14 wedstrijden en zes doelpunten. Weer een seizoen later, op 29-jarige leeftijd, ging hij stapje lager spelen bij Racing Jet Wavre in derde klasse waar hij in het seizoen 1966/67 23 wedstrijden speelde en 8 keer scoorde, en in het seizoen 1967/68 17 wedstrijden en drie doelpunten. Hij bleef er nog spelen tot 1973. Na zijn actieve carrière was Wegria nog trainer van Club Luik in de jaren '70, alsook in de jaren '80.
Hij is de vader van gewezen voetballer Bernard Wegria. Victor Wegria overleed op 71-jarige leeftijd.

## Statistieken
| seizoen   | club                 | land   | competitie    | wed. | goals |
| --------- | -------------------- | ------ | ------------- | ---- | ----- |
| 1954/1955 | FC Liègeois          | België | Eerste Klasse | 13   | 1     |
| 1955/1956 | FC Liègeois          | België | Eerste Klasse | 25   | 10    |
| 1956/1957 | FC Liègeois          | België | Eerste Klasse | 26   | 11    |
| 1957/1958 | FC Liègeois          | België | Eerste Klasse | 18   | 9     |
| 1958/1959 | FC Liègeois          | België | Eerste Klasse | 28   | 26    |
| 1959/1960 | FC Liègeois          | België | Eerste Klasse | 28   | 21    |
| 1960/1961 | FC Liègeois          | België | Eerste Klasse | 30   | 23    |
| 1961/1962 | FC Liègeois          | België | Eerste Klasse | 22   | 7     |
| 1962/1963 | FC Liègeois          | België | Eerste Klasse | 29   | 24    |
| 1963/1964 | FC Liègeois          | België | Eerste Klasse | 19   | 10    |
| 1964/1965 | FC Liègeois          | België | Eerste Klasse | 7    | 3     |
| 1965/1966 | Standard Luik        | België | Eerste Klasse | 14   | 6     |
| 1966/1967 | Racing Club Jette    | België | Derde Klasse  | 23   | 8     |
| 1967/1968 | Racing Club Jette    | België | Derde Klasse  | 17   | 3     |
| 1968/1969 | Racing Club Jette    | België | Derde Klasse  | ??   | ??    |
| 1969/1970 | Racing Club Jette    | België | Derde Klasse  | ??   | ??    |
| 1970/1971 | Racing Jet Bruxelles | België | Derde Klasse  | ??   | ??    |
| 1971/1972 | Racing Jet Bruxelles | België | Derde Klasse  | ??   | ??    |
| 1972/1973 | Racing Jet Bruxelles | België | Derde Klasse  | ??   | ??    |